# 大埃西尼
大埃西尼（法語：Essigny-le-Grand，法語發音：[esiɲi lə ɡʁɑ̃]）是法国上法蘭西大區埃纳省的一个市镇，属于圣康坦区。

## 地理
大埃西尼（49°46'36"N, 3°16'38"E）面积13.38 平方千米，位于法国上法蘭西大區埃纳省，该省份为法国北部内陆省份，北起北部省，西接索姆省和瓦兹省，东临阿登省和马恩省，西南至塞纳-马恩省，东北部与比利时接壤。
与大埃西尼接壤的市镇（或旧市镇、城区）包括：伯奈、卡斯特尔、克拉斯特尔、孔泰斯库尔、日贝库尔、格吕日、伊纳库尔、蒙泰斯库尔-利泽罗勒、大瑟罗库尔、于尔维莱尔。

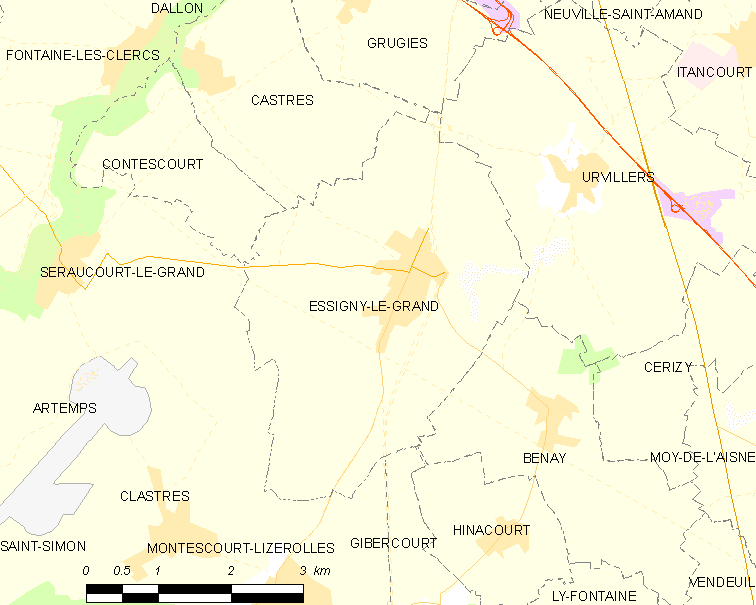
大埃西尼的OSM定位图

大埃西尼的时区为UTC+01:00、UTC+02:00（夏令时）。

## 行政
大埃西尼的邮政编码为02690，INSEE市镇编码为02287。

## 政治
大埃西尼所属的省级选区为里布蒙县。

## 人口

1962-2008年间大埃西尼人口变化图示

大埃西尼于2022年1月1日时的人口数量为1063人。